# Station Schaarbeek
Station Schaarbeek (Frans: Schaerbeek) is een groot spoorwegstation in het noorden van de Brusselse gemeente Schaarbeek (België). Het station telt 13 perronsporen.
In het noordwesten van het station bevindt zicht een grote spoorbundel waar goederenwagons en diverse treinstellen gestald staan die op dat moment niet in gebruik zijn. Voorts is er het depot voor de treinbestuurders gevestigd die hun vertrek en aankomst in het Brusselse gebied hebben. Ook bevindt zich hier een werkplaats om treinen te onderhouden.

## Geschiedenis
Het eerste stationsgebouw dateerde uit 1864 en was niet meer dan een houten hutje in een landelijk gebied. Pas in de twintigste eeuw kwam er bebouwing in de omgeving van het station. Op het einde van de 19de eeuw werd het gebouw vervangen door een stenen gebouw, ontworpen door architect Franz Seulen in 1887.
Dit is de linkervleugel van het huidige stationsgebouw. In 1913 werd het station verder uitgebreid met een rechtervleugel in Vlaamse neo-renaissancestijl. Het gebouw kreeg op 10 november 1994 de status van beschermd monument.
Het stationsgebouw werd verbouwd om onderdak te bieden aan het eerste deel van het nieuwe nationale spoorwegmuseum (Train World).
Tot 2000 was het station ook een opstapplaats voor autoslaaptreinen richting Zuid-Frankrijk en Italië.
Het station van Schaarbeek is ook een belangrijk punt in het netwerk van de MIVB. De as Verboekhoven - Prinses Elisabeth - Schaarbeek station is drukbereden. De haltes (verschillende perrons) bevinden zich op het Prinses Elisabethplein, voor het station.
Sinds 28 juni 2013 zijn de loketten van dit station gesloten en is het een stopplaats geworden. Voor de aankoop van allerlei vervoerbewijzen kan men bij voorkeur terecht aan de biljettenautomaat die ter beschikking staat, of via andere verkoopkanalen.

## Voorziening voor calamiteiten
Door zijn strategische ligging waarbij alle bestemmingen rechtstreeks bereikbaar zijn, zonder de Noord-Zuid-tunnel te gebruiken, heeft dit station een cruciale rol in de nooddienstregelingen bij calamiteiten met de Noord-Zuid-tunnel. De treinen van de Oost-West-verbinding (bijvoorbeeld Leuven - Gent) stoppen dan enkel in Schaarbeek en gebruiken dan de lijn Schaarbeek - Jette - Denderleeuw (Spoorlijn 50) en verder. Internationale treinen kunnen dan omgeleid worden via zowel de Westring (Spoorlijn 28) of de lijn naar Station Etterbeek en de Oostring (Spoorlijn 26). Als noodvoorziening bij calamiteiten heeft Schaarbeek veel perrons. Bijvoorbeeld om de vele binnenkomende treinen op te vangen als het station Brussel Noord is geblokkeerd.

## Treindienst
| Serie       | Treinsoort             | Route | Bijzonderheden |
| ----------- | ---------------------- | --- | --- |
| IC 11       | Intercity (NMBS)       | Binche – La Louvière-Centrum – Brussel-Zuid – Schaarbeek [ – Mechelen – Turnhout ]                                          | Rijdt in het weekend tussen Binche en Schaarbeek. |
| IC 12       | Intercity (NMBS)       | [ Oostende – Brugge – ] Kortrijk – Gent-Sint-Pieters – Brussel-Zuid – Luik-Guillemins – Welkenraedt                         | Rijdt alleen op werkdagen. Eerste en laatste ritten van/naar Oostende.                                                                                         |
| IC 13       | Intercity (NMBS)       | Kortrijk – Denderleeuw – Brussel-Zuid – Schaarbeek                                                                          | Rijdt alleen op werkdagen, rijdt soms van/naar Brussel-Zuid.                                                                                                   |
| S 1         | S-trein Brussel (NMBS) | Charleroi-Centraal – /Nijvel – Brussel-Zuid – Schaarbeek – Mechelen – Antwerpen-Centraal                                    | Op zondag een deel Brussel-Noord - Nijvel en een deel Brussel-Zuid - Antwerpen-Centraal. Tijdens de week eerste en laatste ritten van/naar Charleroi-Centraal. |
| S 2         | GEN (NMBS)             | 's-Gravenbrakel – Brussel-Zuid – Schaarbeek – Leuven                                                                        | Rijdt 1×/u. op zondag. |
| S 3         | GEN (NMBS)             | Zottegem – Brussel-Zuid – Schaarbeek                                                                                        | Alleen in het weekend en de spits. |
| S 6         | GEN (NMBS)             | Zottegem – Denderleeuw – Geraardsbergen                                                                                     | Rijdt alleen op werkdagen. Tijdens de spits een rit vanaf Oudenaarde.                                                                                          |
| S 81        | GEN (NMBS)             | Schaarbeek – Brussel-Schuman – Ottignies                                                                                    | Rijdt enkel tijdens de spits tijdens het schooljaar |
| P 7000/8000 | Piekuurtrein (NMBS)    | [ Oostende – Brugge – ] / [ De Panne – ] / [ Poperinge – Ieper – Kortrijk – ] Gent-Sint-Pieters – Brussel-Zuid – Schaarbeek | Twee treinen per dag per richting. Een trein op zondagavond vanaf De Panne.                                                                                    |
| P 7010/8010 | Piekuurtrein (NMBS)    | Gent-Sint-Pieters – Aalst – Brussel-Zuid – Schaarbeek                                                                       | Rijdt alleen op werkdagen. |
| P 7013/8013 | Piekuurtrein (NMBS)    | Sint-Niklaas – Gent-Dampoort – Brussel-Zuid – Schaarbeek                                                                    | Rijdt alleen op werkdagen. |
| P 7205/8205 | Piekuurtrein (NMBS)    | Mol – Mechelen – Schaarbeek – Brussel-Zuid                                                                                  | Rijdt alleen op werkdagen. |
| P 7510/8510 | Piekuurtrein (NMBS)    | Moeskroen – Doornik – Brussel-Zuid – Schaarbeek                                                                             | Rijdt alleen op werkdagen. Twee treinen verder als IC-18 naar Luik-Paleis.                                                                                     |
| P 7720/8720 | Piekuurtrein (NMBS)    | Jemeppe-sur-Sambre – Charleroi-Centraal – Brussel-Zuid – Schaarbeek                                                         | Rijdt alleen op werkdagen. |
| P 7740/8740 | Piekuurtrein (NMBS)    | Binche – La Louvière-Centrum – Brussel-Zuid – Schaarbeek                                                                    | Rijdt alleen op werkdagen. |
| P 7800/8800 | Piekuurtrein (NMBS)    | Quiévrain – Bergen – Brussel-Zuid – Schaarbeek                                                                              | Rijdt alleen op werkdagen. |
| P 7950/8950 | Piekuurtrein (NMBS)    | Kortrijk – Brussel-Zuid – Schaarbeek                                                                                        | Rijdt alleen op werkdagen. |

## Galerij

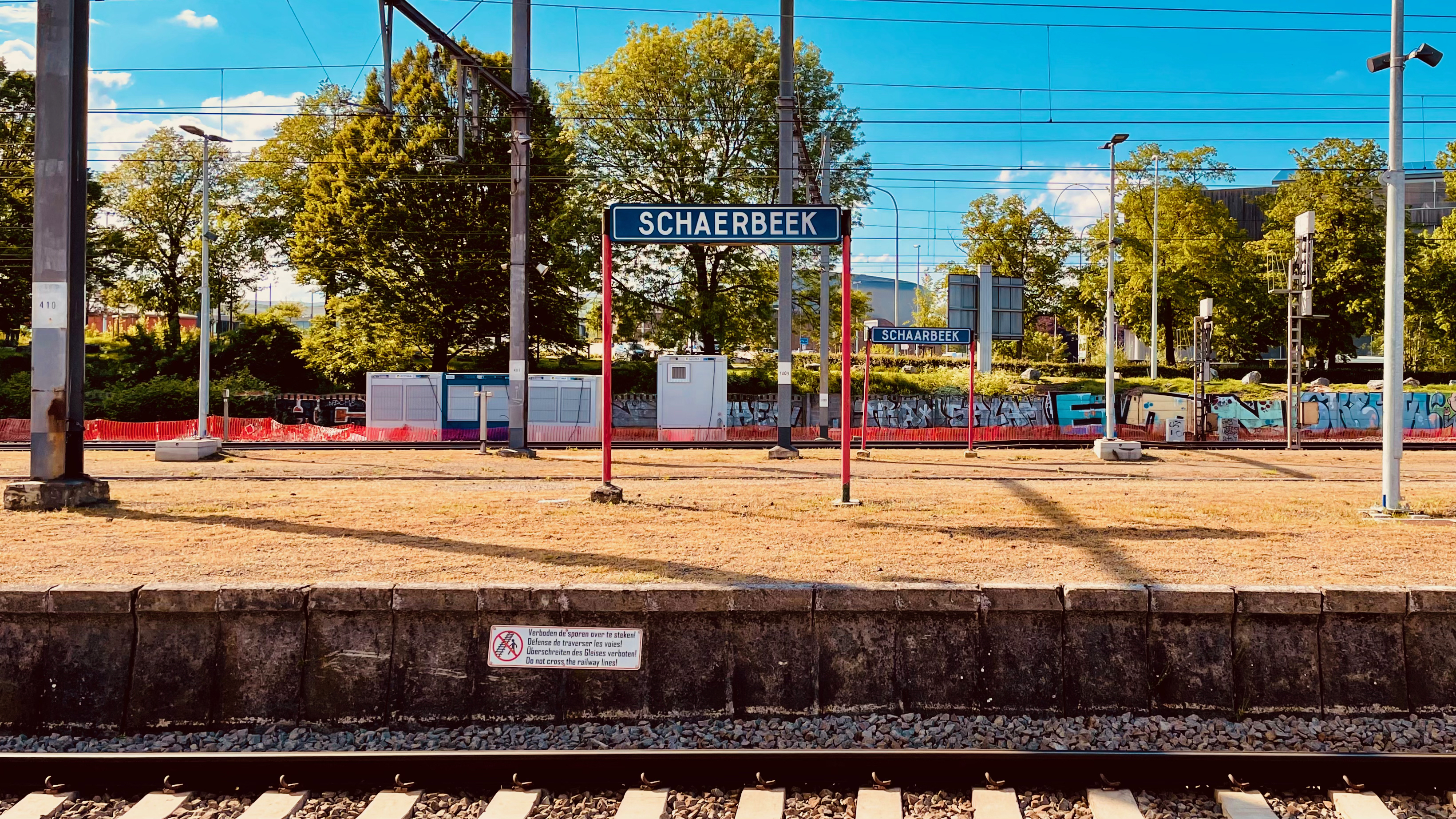
Naambord op een perron
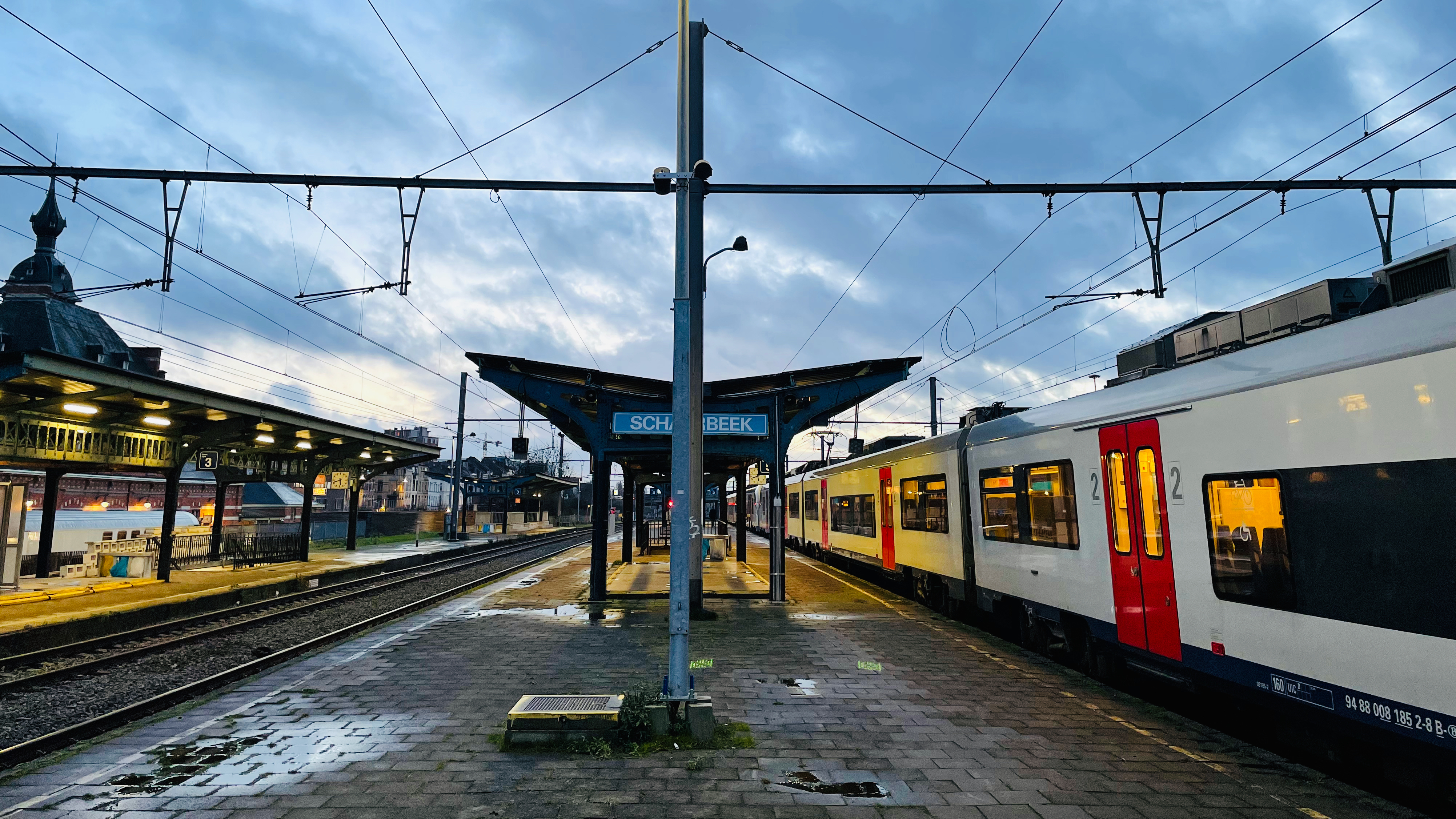
Perrons 4-5
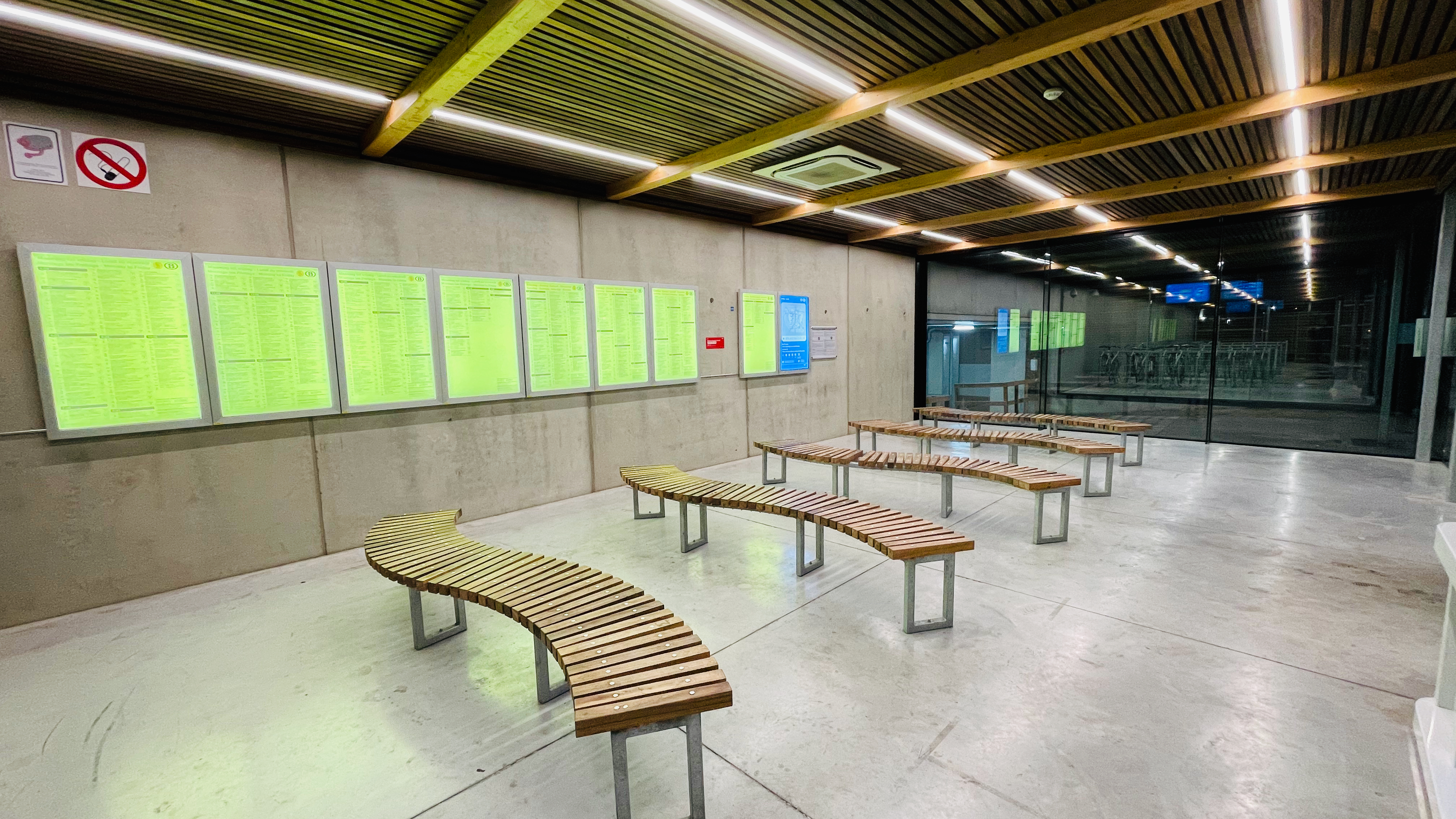
De wachtzaal
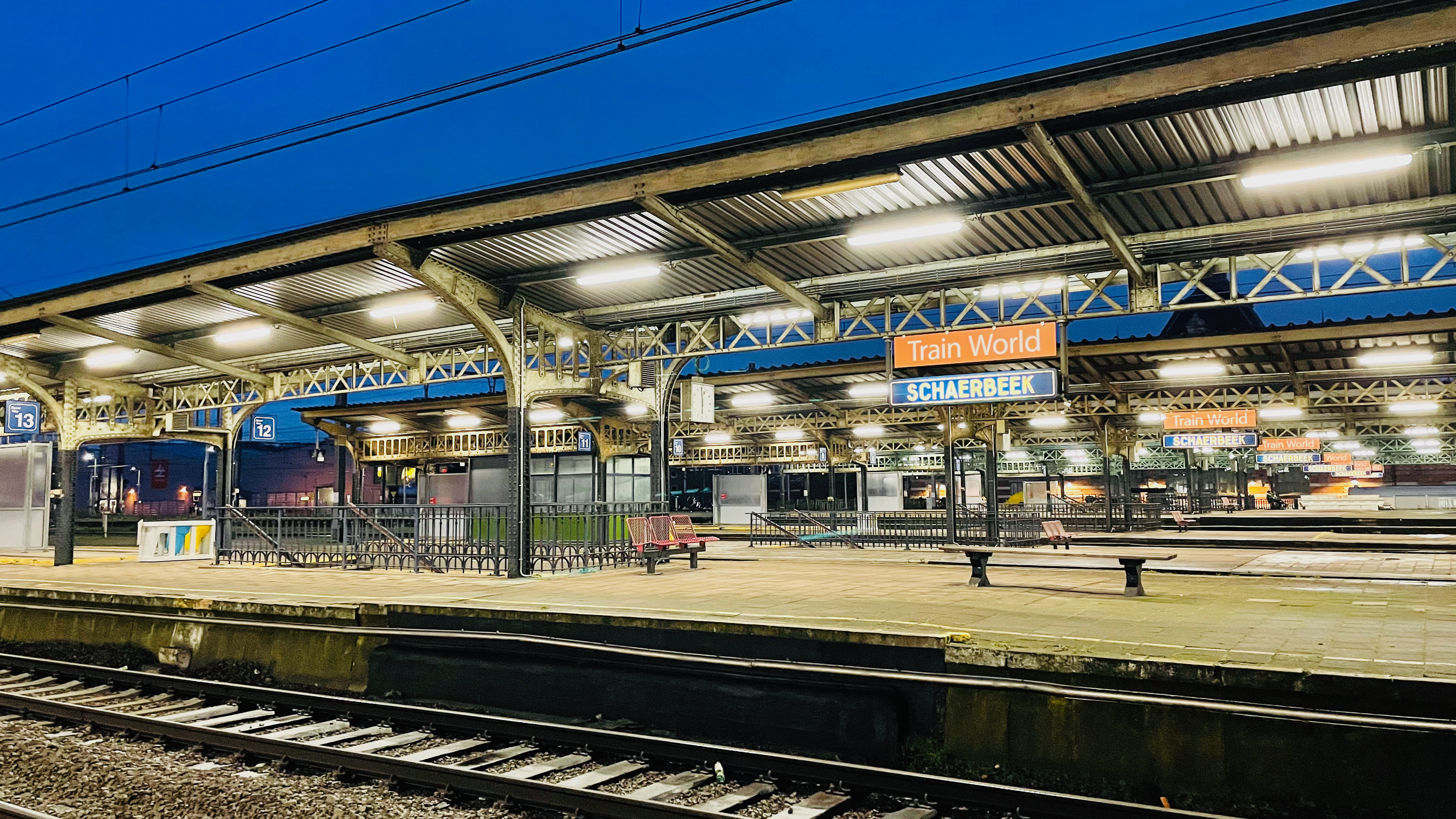
Perrons 12-13
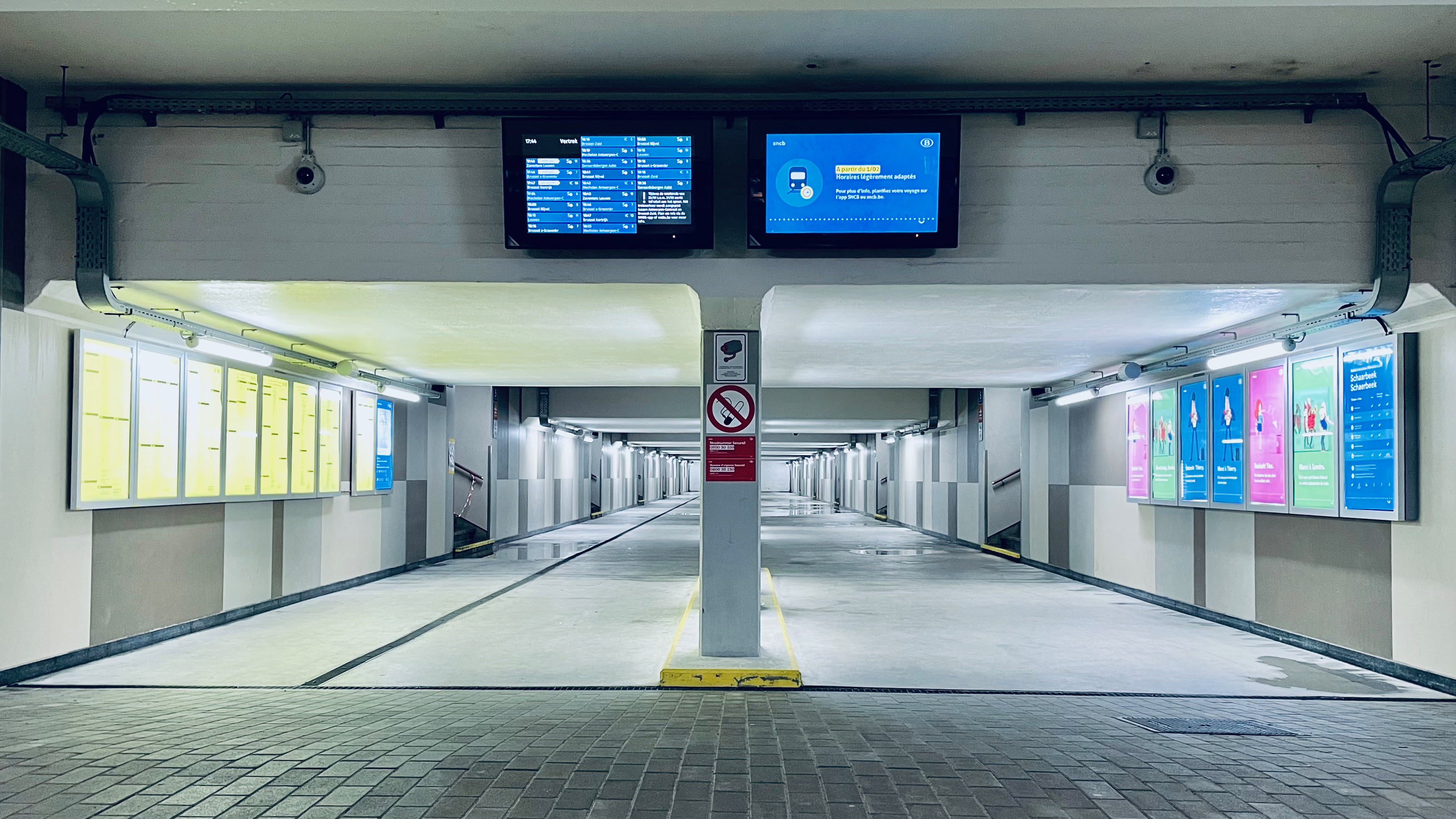
Een gang
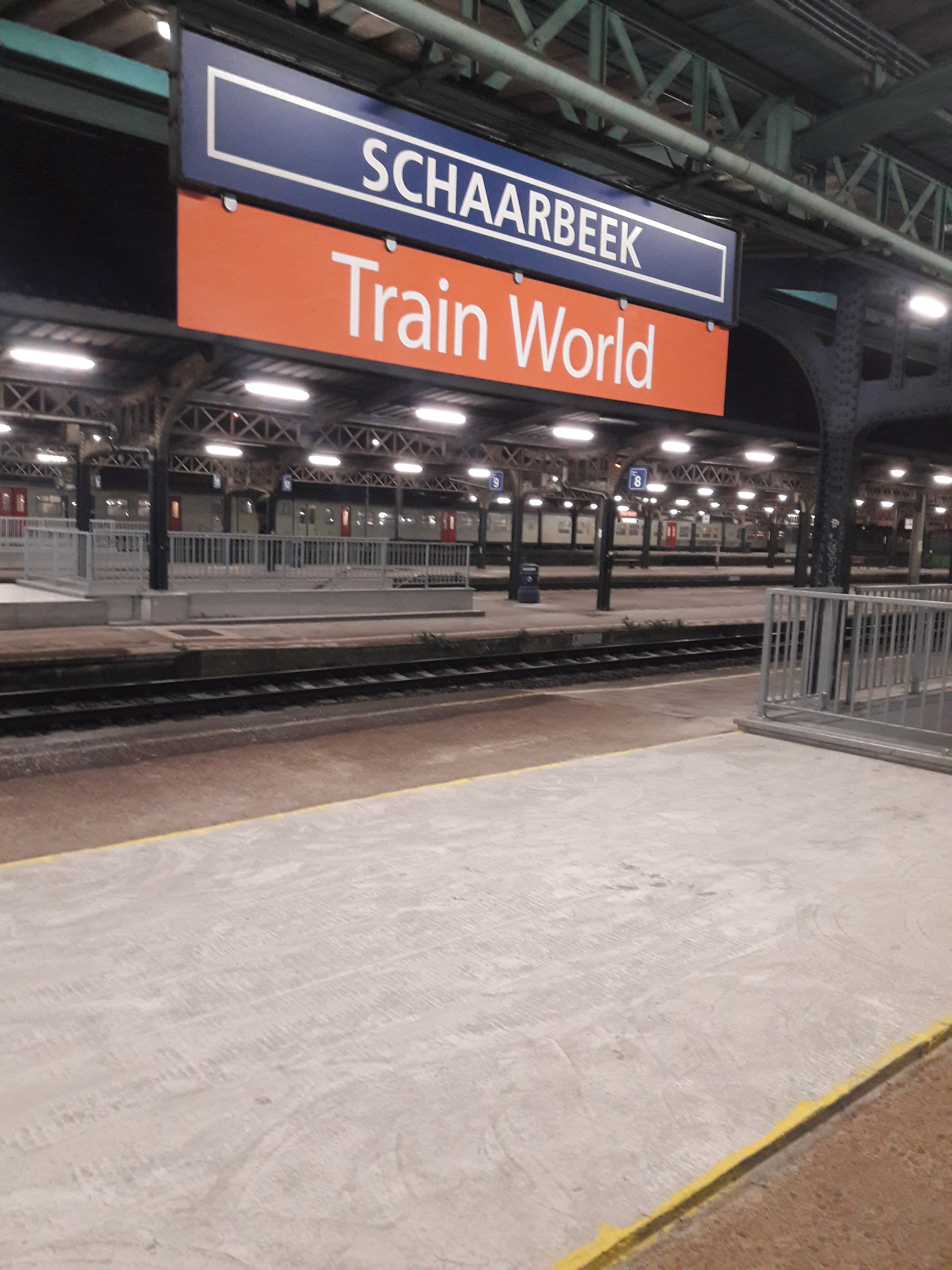
Naambord Schaarbeek & Train World

## Reizigerstellingen
De grafiek en tabel geven het gemiddeld aantal instappende reizigers weer op een week-, zater- en zondag.
| Tabel: aantal instappende reizigers station Schaarbeek | Tabel: aantal instappende reizigers station Schaarbeek | Tabel: aantal instappende reizigers station Schaarbeek | Tabel: aantal instappende reizigers station Schaarbeek |
|                                                        | Weekdag                                                | Zaterdag                                               | Zondag                                                 |
| ------------------------------------------------------ | ------------------------------------------------------ | ------------------------------------------------------ | ------------------------------------------------------ |
| 1977                                                   | 5 968                                                  | 937                                                    | 804                                                    |
| 1978                                                   | 5 565                                                  | 944                                                    | 836                                                    |
| 1979                                                   | 5 927                                                  | 1 102                                                  | 729                                                    |
| 1980                                                   | 5 985                                                  | 719                                                    | 483                                                    |
| 1981                                                   | 5 328                                                  | 857                                                    | 686                                                    |
| 1982                                                   | 5 706                                                  | 1 103                                                  | 619                                                    |
| 1983                                                   | 5 672                                                  | 625                                                    | 400                                                    |
| 1984                                                   | 3 696                                                  | 497                                                    | 440                                                    |
| 1985                                                   | 4 069                                                  | 706                                                    | 535                                                    |
| 1986                                                   | 3 473                                                  | 443                                                    | 340                                                    |
| 1987                                                   | 3 652                                                  | 478                                                    | 484                                                    |
| 1988                                                   | 3 859                                                  | 453                                                    | 449                                                    |
| 1989                                                   | 3 308                                                  | 499                                                    | 445                                                    |
| 1990                                                   | 3 284                                                  | 602                                                    | 462                                                    |
| 1991                                                   | 3 213                                                  | 357                                                    | 333                                                    |
| 1992                                                   | 3 034                                                  | 516                                                    | 430                                                    |
| 1993                                                   | 2 751                                                  | 411                                                    | 532                                                    |
| 1994                                                   | 2 984                                                  | 387                                                    | 649                                                    |
| 1995                                                   | 2 687                                                  | 391                                                    | 308                                                    |
| 1996                                                   | 2 885                                                  | 462                                                    | 351                                                    |
| 1997                                                   | 2 956                                                  | 531                                                    | 394                                                    |
| 1998                                                   | 2 338                                                  | 348                                                    | 300                                                    |
| 1999                                                   | 2 467                                                  | 362                                                    | 298                                                    |
| 2000                                                   | 3 317                                                  | 10 798                                                 | 10 853                                                 |
| 2001                                                   | 3 011                                                  | 523                                                    | 415                                                    |
| 2002                                                   | 2 630                                                  | 380                                                    | 392                                                    |
| 2003                                                   | 2 740                                                  | 402                                                    | 288                                                    |
| 2004                                                   | 2 815                                                  | 400                                                    | 299                                                    |
| 2005                                                   | 2 906                                                  | 432                                                    | 372                                                    |
| 2006                                                   | 3 039                                                  | 420                                                    | 330                                                    |
| 2007                                                   | 2 935                                                  | 502                                                    | 369                                                    |
| 2008                                                   | -                                                      | -                                                      | -                                                      |
| 2009                                                   | 2 392                                                  | 436                                                    | 377                                                    |
| 2010                                                   | -                                                      | -                                                      | -                                                      |
| 2011                                                   | -                                                      | -                                                      | -                                                      |
| 2012                                                   | 2 691                                                  | 471                                                    | 375                                                    |
| 2013                                                   | 2 853                                                  | 567                                                    | 323                                                    |
| 2014                                                   | 2 907                                                  | 639                                                    | 527                                                    |
| 2015                                                   | 3 180                                                  | 605                                                    | 578                                                    |
| 2016                                                   | 3 002                                                  | 407                                                    | 392                                                    |
| 2017                                                   | 2 855                                                  | 494                                                    | 421                                                    |
| 2018                                                   | 3 524                                                  | 662                                                    | 429                                                    |
| 2019                                                   | 3 172                                                  | 1 098                                                  | 675                                                    |
| 2020                                                   | 1 849                                                  | 789                                                    | 443                                                    |
| 2021                                                   | -                                                      | -                                                      | -                                                      |
| 2022                                                   | 3 249                                                  | 1 484                                                  | 1 065                                                  |
| 2023                                                   | 3 292                                                  | 1 781                                                  | 1 117                                                  |
| 2024                                                   | 3 644                                                  | 2 020                                                  | 1 485                                                  |

## Tramlijnen
|  | 92 - Schaarbeek station - Fort Jaco |

## Buslijnen
|  | 58 - IJzer - Vilvoorde station                    |
|  | 59 - Bordet station - Ziekenhuis Elsene-Etterbeek |
|  | 69 - Schaarbeek station - Jules Bordet            |